# 小笠原正典
小笠原 正典（おがさはら まさのり、1964年1月15日 - ）は、大分県を拠点に活動する日本のフリーアナウンサー。合同会社「さきわふ」の代表社員。

## 来歴
兵庫県神戸市生まれ、大分県大分市育ち。大分大学経済学部卒業。
大学を卒業後、1986年4月にテレビ大分に入社。制作部に配属され、同局のアナウンサー 兼 ディレクター・プロデューサーになる。2008年2月からは一時報道部に所属し、アナウンサーをしながらのデスク業務についていたが、2009年4月に制作部に復帰した。その後は報道制作局長 兼 アナウンス室長の職務を経て、2022年4月に再び報道部へ異動。そして2024年3月にテレビ大分を定年退職した。所属部署の変更は何度かあれど、入社から定年までアナウンサーを務めたのはテレビ大分では小笠原が初である。
その後は、テレビ大分に再雇用という形でコンテンツプロデュース局報道制作部のゼネラルマネージャーを務めていたが、2025年4月に独立。合同会社さきわふを設立し、フリーランスでの活動を開始した。フリーに転じてからも、引き続きテレビ大分の番組に出演している。

## 担当番組
- SPARK ON WAVE（1989年から5年間）[5] - メイン司会者
- FNNニュースインおおいた TOS - 最終キャスター
- TOSザ・ヒューマン - キャスター
- FNN TOSスーパーニュース[2] - キャスター
- 24時間テレビ - 大分県情報キャスター
- ズームイン!!朝![3] - 大分県情報キャスター
- スポーツ中継[2][3]
  - 全国高等学校サッカー選手権大会中継（2000年 - ） - 2009年度の第88回大会では、全国中継で準決勝の実況と決勝の優勝インタビューを担当
  - Jリーグ中継 大分トリニータホームゲーム（スカイパーフェクTV!、DAZN）
- ズームイン!!SUPER[2] - 大分県スポーツ情報キャスター（大分トリニータの最新情報を中心に伝えていた）
- ハロー大分 - 「ハロー！トリニータ」制作担当（2007年 - ）[Blog 5]、MC（2009年 - 2014年）[Blog 3][SNS 3]
- ゆ〜わくワイド&News - メインMC[1]（2014年 - 2022年）[SNS 4]、ニュース担当[6]